# Остворне
Остворне (нід. Oostvoorne) — село в нідерландській провінції Південна Голландія. Входить до муніципалітету Ворне-ан-Зе. Його населення станом на 2005 рік складало 7680 осіб.
До 1980 року мало статус окремого муніципалітету.

## Галерея

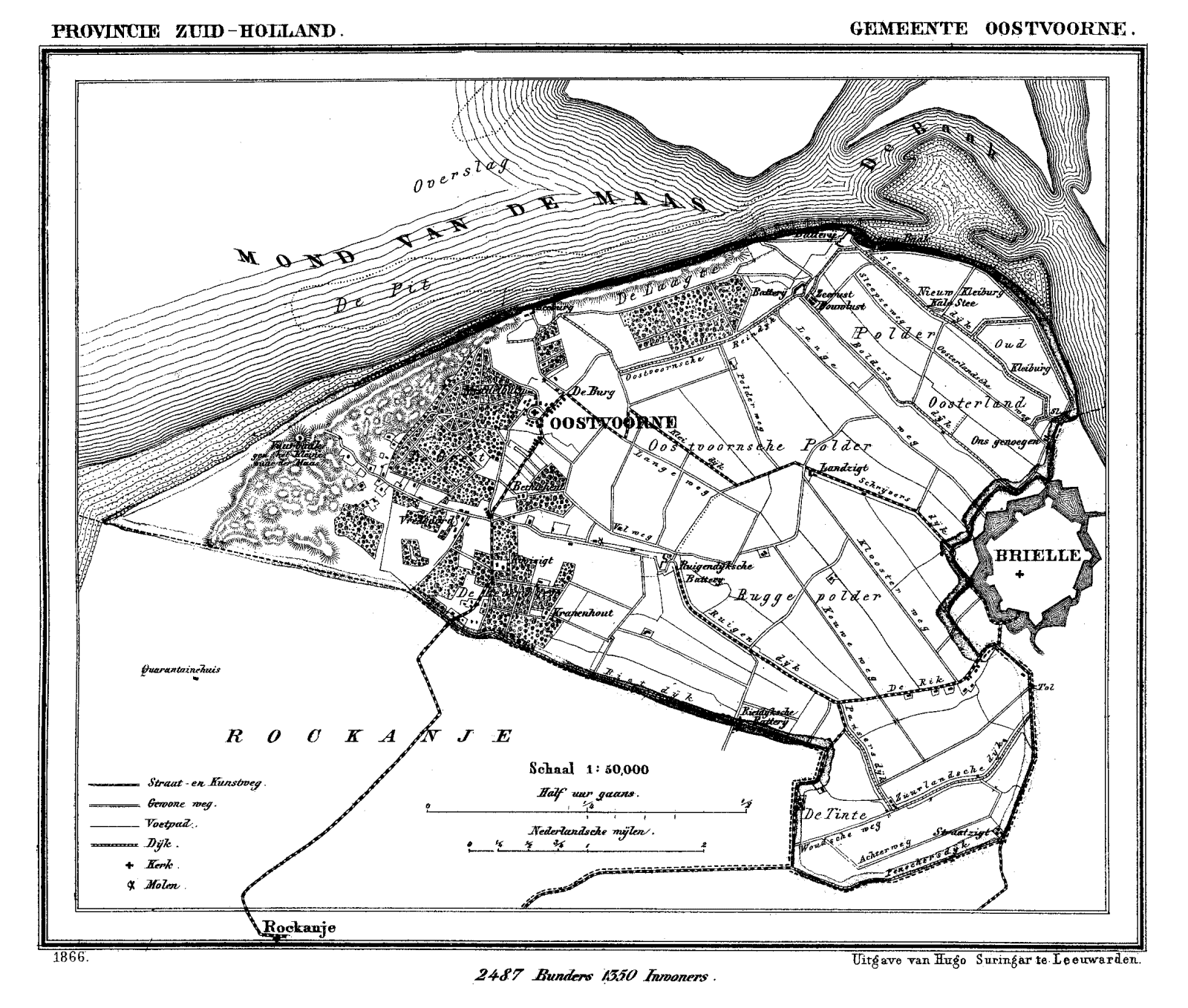
Історична мапа Остворне (1866)